# Henryk Barwiński
Henryk Barwiński, właśc. Henryk Teodor Hertz, ps. Kirkor, Zwidlicz (ur. 23 kwietnia 1877 w Warszawie, zm. 8 grudnia 1970 tamże) – polski aktor, reżyser, rysownik.

## Życiorys
Urodził się w rodzinie Józefa Hertza – urzędnika bankowego i ekonomisty oraz Doroty z Libkindów. Jego bratem był bajkopisarz Benedykt Hertz. Po śmierci ojca wraz z rodziną zamieszkał w Kijowie, po ukończeniu gimnazjum powrócił do Warszawy i zaczął naukę w Klasie Dykcji i Deklamacji zorganizowanej przez Warszawskie Towarzystwo Muzyczne. Po jej ukończeniu występował przez jeden sezon z trupą Teatru Polskiego w Poznaniu, a następnie w Teatrze Polskim w Łodzi. W 1902 poślubił aktorkę Leonię z Urbanowiczów i oboje postanowili występować używając nazwiska dziadka Leonii – Berwińscy, wkrótce na afiszach użyto formy Barwińscy i ta wersja pozostała.
W 1904 otrzymał powołanie do wojska na front rosyjsko-japoński, aby tego uniknąć przeniósł się do Krakowa i tam kontynuował grę aktorską. Od 1906 równolegle studiował rzeźbiarstwo na Akademii Sztuk Pięknych pod kierunkiem Konstantego Laszczki. W 1913 został członkiem zarządu Związku Artystów i Artystek Teatrów Polskich w Galicji.
4 sierpnia 1914 we Lwowie zgłosił się na ochotnika do Legionów Polskich, przydzielono go do 1 pułku piechoty I Brygady, początkowo w 2 kompanii II baonu, a następnie w 4 kompanii III baonu. Awansował na podporucznika i otrzymał funkcję adiutanta III baonu. Zorganizował teatr legionowy, zaprojektował medal uświetniający imieniny Józefa Piłsudskiego w 1917. Odmówił złożenia przysięgi na wierność cesarzowi i jesienią 1917 powrócił do Lwowa, gdzie wstąpił do zespołu tamtejszego Teatru Miejskiego.
W 1920 walczył w obronie Lwowa, do rezerwy przeszedł w stopniu kapitana. Za bohaterski udział w walkach dwukrotnie otrzymał Krzyż Walecznych.
W późniejszych latach wielokrotnie zmieniał miejsca gry aktorskiej, bywał reżyserem, wykładowcą w szkołach teatralnych i dyrektorem teatrów. W 1933 przeszedł na emeryturę i zamieszkał z żoną w Podkowie Leśnej, znalazł zatrudnienie w Wojskowym Instytucie Naukowo-Oświatowym jako referent do spraw teatrów żołnierskich. Dorywczo reżyserował, 2 maja 1937 w lwowskim Powszechnym Teatrze Żołnierza świętował trzydziestopięciolecie pracy artystycznej.
II wojnę światową przeżył w Podkowie Leśnej, sporadycznie organizował tajne koncerty patriotyczne. Po wyzwoleniu kraju w 1945 został oddelegowany do Urzędu Wojewódzkiego w Poznaniu gdzie był referentem do spraw teatru i literatury, zainicjował powstanie teatrów w Gorzowie Wielkopolskim i Gnieźnie. Do 1950 ponownie zaangażował się w pracę reżysera i grę aktorską, w sezonie 1950/1951 otrzymał angaż w Teatrze Ateneum w Warszawie. Sześćdziesięciolecie pracy artystycznej obchodził 12 września 1959 na scenie Teatru im. Osterwy w Gorzowie Wielkopolskim. Dwa lata później otrzymał tytuł członka zasłużonego SPATiF-ZASP. W stan spoczynku przeszedł w 1962, ostatnim sezonem w którym występował był 1962/1963. Zmarł siedem lat później. Pochowany na cmentarzu Powązkowskim w Warszawie (kwatera 233-2-16).

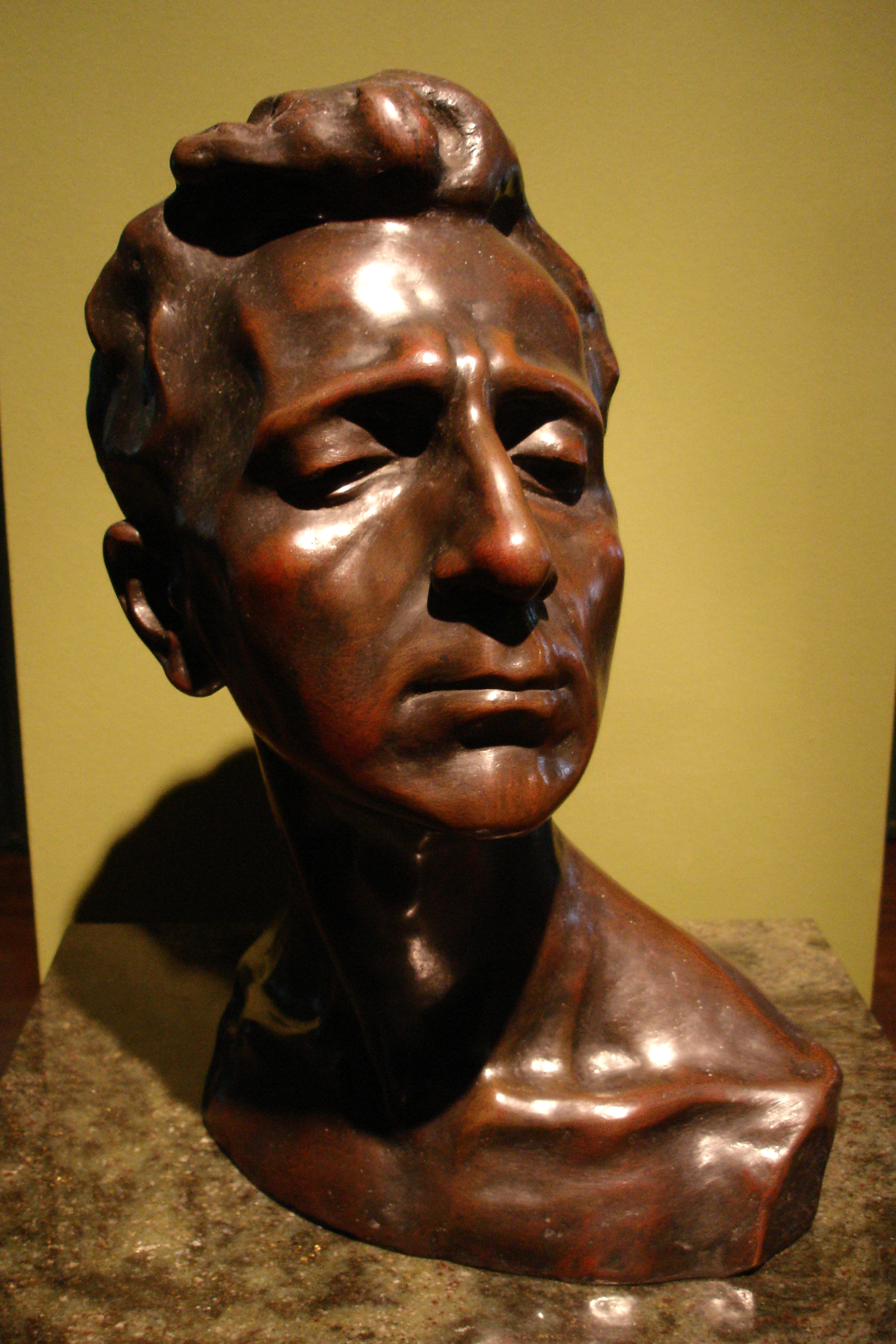
Irydion, popiersie Henryka Barwińskiego autorstwa Henryka Kuny, około 1904 r.

## Kariera teatralna

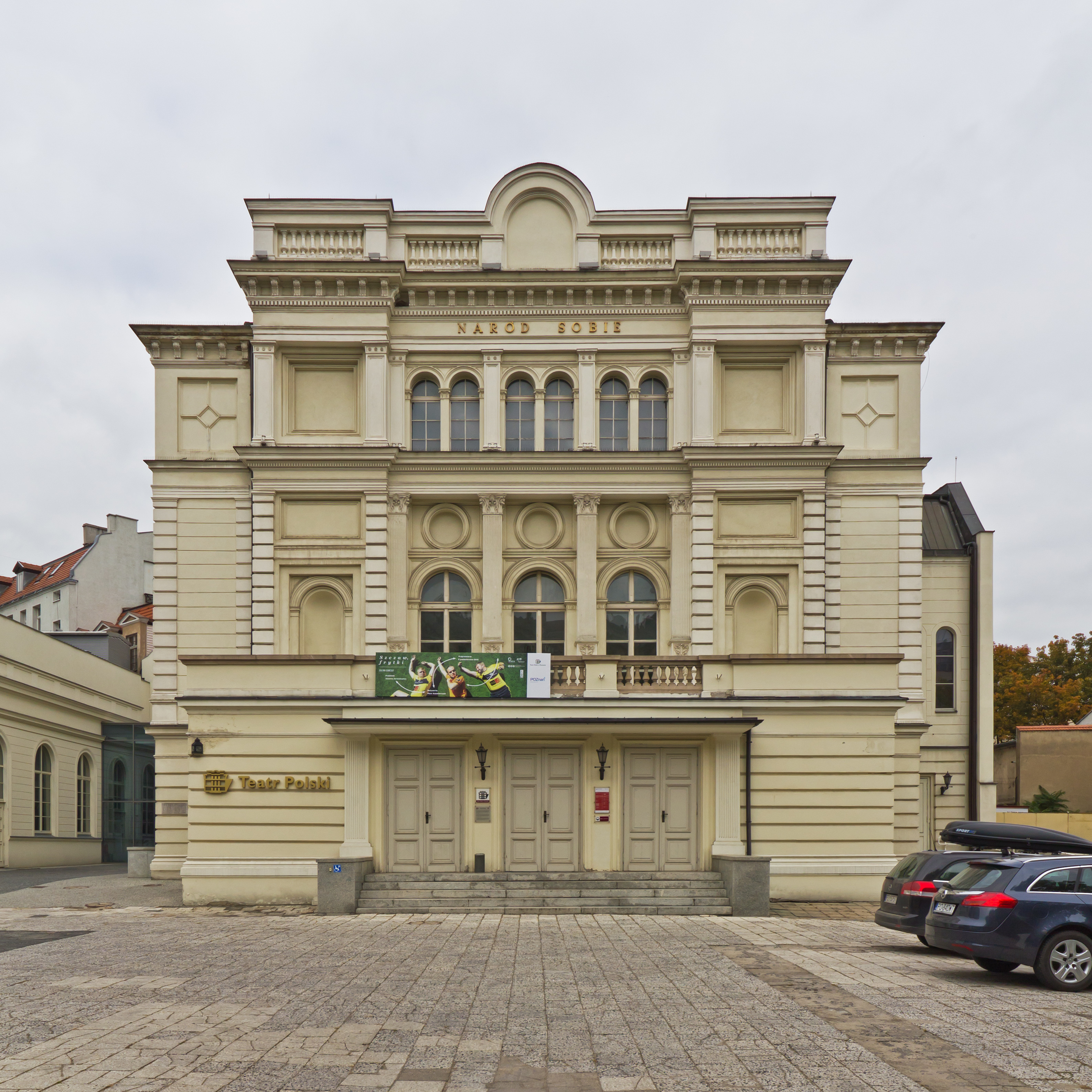
Teatr Polski w Poznaniu, tu w 1900 Henryk Barwiński rozpoczął karierę aktorską

- Sezon 1900/1901 – Teatr Polski w Poznaniu (aktor, pod pseudonimem Kirkor)
- Sezon 1901/1902 – Teatr Polski w Łodzi (aktor, pod prawdziwym nazwiskiem)
- Sezon 1902/1903 – Teatr Absolwentów Warszawskiej Szkoły Dramatycznej, scena w Płocku (aktor)
- Sezon 1903/1904 – Zespół objazdowy Bolesława Bolesławskiego (aktor)
- Sezon 1904/1905 – Teatr Ludowy w Krakowie (aktor, pod pseudonimem Zwilicz)
- Sezon 1905/1906 – Teatr Polski w Poznaniu (aktor)
- Sezon 1906/1907 – Teatr Ludowy w Poznaniu (aktor)
- Sezon 1907/1908 – od kwietnia Zespół Parisiana (aktor)
- Sezon 1908/1909 – (do kwietnia) Lwowski Teatr Ludowy Tadeusza Pilarskiego (aktor)
- Sezony 1908/1909 – (od kwietnia) i 1909/1910 Teatr Ludowy w Krakowie (aktor)
- Sezony 1910/1911, 1911/1912, 1912/1913, 1913/1914, 1917/1918, 1918/1919, 1919/1920 – Teatr Miejski we Lwowie (aktor i reżyser)
- Sezony 1920/1921, 1921/1922 – Teatr Miejski we Lwowie (aktor i reżyser)
- Sezon 1922/1923 – Teatr Miejski w Łodzi (dyrektor do kwietnia 1923)
- Sezon 1923/1924 – Teatr Miejski we Lwowie (aktor i reżyser)
- Sezon 1924/1925 – Teatr Bagatela w Krakowie (aktor i reżyser)

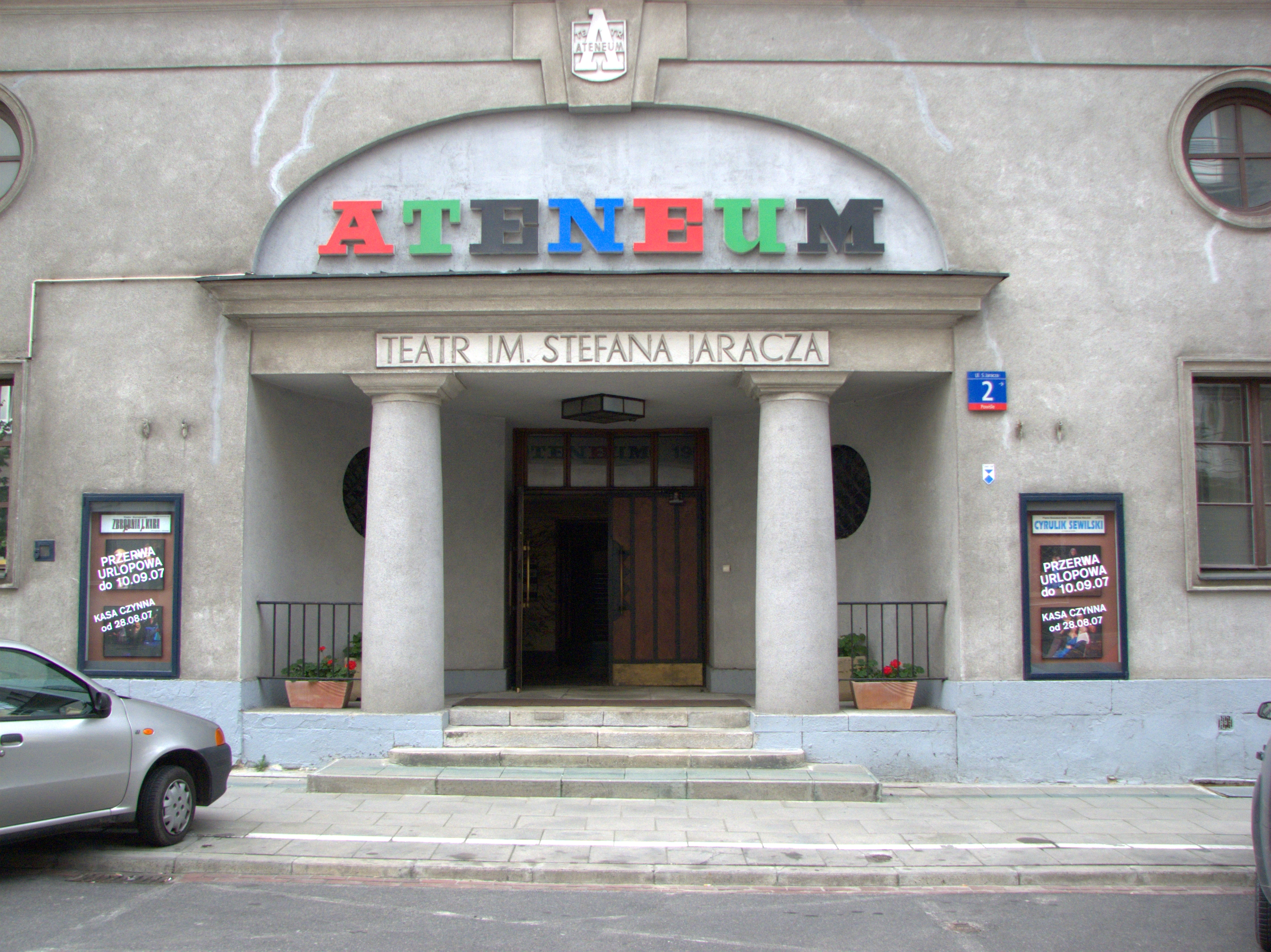
Teatr Ateneum, ostatnia scena na której Henryk Barwiński wystąpił przed przejściem w stan spoczynku w 1963

- Sezony 1925/1926, 1926/1927 – Teatry Miejskie we Lwowie (dyrektor Teatru Nowego i Teatru Nowości)
- Sezon 1927/1928 – Lwowski Teatr Barwińskich (aktor)
- Sezon 1928/1929 – Teatry Miejskie we Lwowie (dyrektor Teatru Nowego i Teatru Nowości)
- Sezon 1929/1930 – Teatr Nowości w Warszawie (kierownik artystyczny), od lutego 1930 Teatr Miejski w Lublinie (aktor i kierownik artystyczny)
- Sezon 1930/1931 – prowadzenie Teatru Objazdowego
- Sezon 1931/1932 – dzierżawił Teatr Miejski w Lublinie
- Sezon 1945/1946 – Teatr Miejski w Kaliszu (reżyser), Teatr Miejski im. Korzeniowskiego w Gorzowie Wielkopolskim (dyrektor i kierownik artystyczny), Teatr Miejski w Gnieźnie (kierownik artystyczny do marca 1947)
- Sezon 1947/1948 – Teatr Ziemi Opolskiej w Opolu
- Sezon 1948/1949 – Teatr Ziemi Pomorskiej w Toruniu
- Sezon 1949/1950 – Teatr im. Stefana Jaracza w Olsztynie
- Sezony od 1950/1951 do 1962/1963 – Teatr Ateneum w Warszawie

## Ordery i odznaczenia
- Krzyż Kawalerski Orderu Odrodzenia Polski (11 lipca 1955)[3]
- Krzyż Walecznych (dwukrotnie)
- Złoty Krzyż Zasługi (dwukrotnie: 16 maja 1939[4], 22 lipca 1952[5])
- Srebrny Wawrzyn Akademicki (7 listopada 1936)[6]
- Medal 10-lecia Polski Ludowej (19 stycznia 1955)[7]